# スペル・デルフィン
スペル・デルフィン（Super Delfin、1967年9月22日 - ）は、日本の男性政治家、覆面レスラー。本名：脇田 洋人（わきた ひろと）。大阪府和泉市出身。血液型A型。妻はタレントの早坂好恵。
ウルティモ・ドラゴン、ザ・グレート・サスケと並びジャパニーズ・ルチャの立役者の1人。
2012年から大阪府和泉市議会議員を務めている。

## 来歴

### デビュー
プロレス入り前にはサンボを経験している。父親は土地家屋調査士で、若い頃、父の測量現場の仕事なども手伝っていた。デビュー戦は、1989年3月19日オランダのアムステルダムのエイデンホールにおける対ブルドッグKT（現：外道）。その後、たけしプロレス軍団、FMWを経て、ユニバーサル・プロレスリングに参加。
FMW所属時代、日本国外の試合に出るため乗った飛行機がエアポケットに入って強い揺れに見舞われて散々な目にあって以来、大の飛行機嫌いとなる。
たけしプロレス軍団時代より「モンキーマジック・ワキタ」のリングネームを用い、ユニバーサル時代の初期には前座としてMASAみちのく（現：ザ・グレート・サスケ）と組み、ブルドッグKT（現：外道）&クーリーSZ（現：邪道）と主に対戦。その後、MASAみちのくと共にメキシコに渡った。

### メキシコでの活動
メキシコで漫画『THE MOMOTAROH』をモチーフにした覆面レスラー「モモタロウ」なる覆面レスラーとなり、スコルピオ・ジュニアやアンヘル・モルタルらと共にルードとして活躍する。なお、このマスクは帰国後に著作権の関係もあり使用できなくなったが、当作品の原作者であるにわのまことは、モモタロウという名前のレスラーが実現したことを喜んでおり、その旨のコメントと自身のイラスト入りのハガキを週刊プロレスに投稿し、同誌読者欄に掲載された。
1991年、スペル・エストレージャ'91というシリーズにてアカプルコ出身の謎の覆面レスラー「スペル・デルフィン（当時のマスクは、顎まで覆うタイプ）」として一度帰国するも正体は明かさなかった。デルフィンはしばらくしてリンピオからルードに転向し、シリーズ後に再度メキシコに遠征する。

### 日本に帰国
1992年、スペル・エストレージャ'92というシリーズにて再度帰国。モモタロウのマスクを被り、モンキーマジック・ワキタのリングネームで試合に登場したが、三本勝負での二本目でモモタロウのマスクを脱ぎ捨てその下に被っていたスペル・デルフィンのマスクをあらわにし、スペル・デルフィンとして活動することを表明した。

### みちのくプロレスに参加
ユニバーサルにて、ブラックマンをマスカラ・コントラ・マスカラで破ったり、セレスティアルを破りUWFウェルター級王座に就くなどして活躍するが、経営難によるギャラの不払いに端を発し、1993年、ザ・グレート・サスケのみちのくプロレス旗揚げに参加。ルード軍「デルフィン軍団」を率いてサスケのライバルとして一時代を築いた。
1994年、新日本プロレス主催の第1回「BEST OF THE SUPER Jr.」では、優勝決定戦まで進出。この試合では半分が獣神サンダー・ライガーのコスチューム（通称：デルイガー）で登場する。
この頃、前述した飛行機嫌いゆえ、大阪の自宅から新幹線で岩手まで通っていた。

### 股くぐり事件
1995年、ディック東郷が率いるルード軍「平成海援隊」（後に軍団名を「海援隊☆DX」に改名）と抗争状態になるが、この頃から試合での不甲斐なさが目立ち、他のデルフィン軍団が奮闘する中、デルフィンが一人ダウンしている事も多くなった。マスクも破られたり、剥ぎ取られて素顔を晒して制裁を受ける事も度々だった。見かねたサスケが率いる正規軍とも共闘する（この時点でデルフィン軍団は正規軍に吸収されたといえる）が状況は変わらなかった。
1997年6月22日、頂上決戦となった福島県浪江町での大会におけるデルフィン対ディック東郷戦において、デルフィンが東郷の猛攻で戦意喪失、「俺の股をくぐれば許してやる!」と東郷のマイクアピールを受けて、言われるがまま四つん這いで股をくぐる。
東郷のアピールはかつて覆面剥ぎマッチや髪切りマッチなどで連敗した高く厚い壁であったデルフィンのあまりの不甲斐なさに業を煮やして、そこまで言われれば発奮するだろうと思っての事だったが、本当にくぐった事で海援隊メンバーは激怒、逆にそれまで以上の制裁を受け、マスクを破られコスチュームを切り裂かれ、着色スプレーで背中に「バカ」と書かれるという事件が発生。怒った観客は暴動を起こし、デルフィンはシリーズ途中で失踪してしまう。その後、試合会場に素顔にサングラス姿のデルフィンが現れ、試合後のサスケが檄を飛ばし、デルフィンは復帰を宣言。
デルフィンは新たに「大阪臨海アッパー」なる技を習得して復活。肉体改造にも成功し、復帰戦となった10月10日の両国国技館大会の6人タッグでは上半身裸のコスチュームで以前との筋肉の違いを見せつけ、観客からは感嘆の声も上がった。試合の最後で東郷に「大阪臨海アッパー」を決めてKO、雪辱を果たした。

### 大阪プロレスを旗揚げ
海援隊☆DXがWWF（現：WWE）参加のため離脱。デルフィンは今後の団体運営に対する考え方で、サスケと対立するようになる。
1999年、薬師寺正人、星川尚浩、瀬野優（大王QUALLT）、練習生の木川勇人（現：HUB）、レフェリー松井幸則らとともにみちのくプロレスを退団。大阪プロレスを旗揚げする。以降サスケとは絶縁状態が続いた。
2003年、サスケが議員になったことにより、みちのくプロレス社長となった新崎人生のブッキングによって、みちのく10周年記念大会にてサスケvsデルフィン戦が実現し、デルフィンが勝利する。また、この頃に大阪プロレスの事務局長も務めていた元タレントの妻と二度目の離婚（初婚は一般女性）。
えべっさん（現：菊タロー）の紹介で、2003年12月24日タレントの早坂好恵との再婚を果たした。大阪プロレス名物6人タッグでは、えべっさんから「誰が嫁さん紹介したんや〜!」としばしネタにされ観客の笑いを誘い、会場は微笑ましい空気に包まれた。
大阪プロレスでは2006年2月26日、ギミック上の弟であるスーパードルフィンをデルフィンスペシャル0号で破り、大阪プロレス王者となった。4月16日松下IMPホールでは、新崎人生と初のシングルマッチを行い勝利。5月21日、大阪プロレスIMPホールにて南野たけしと大阪プロレス王者＆東北ジュニアヘビー級ダブルタイトルマッチを行い、ジャーマン・スープレックス・ホールドで勝利し二冠王になる。6月10日には、7年半ぶりにみちのくプロレスへ参戦し、気仙沼二郎に勝利して初防衛に成功した。
8月26日にビリーケン・キッドに敗れ、大阪プロレス王座を失う。10月8日にはザ・グレート・サスケとの防衛戦でジャーマン・スープレックスで敗れ、東北ジュニアヘビー級王座も失った。
2007年2月5日、浪人中の中村紀洋が堺浜野球場で行なった架空キャンプに、球拾いなどの手伝いで参加。

### 沖縄プロレスを旗揚げ
2006年、妻の早坂の故郷でもある沖縄県産業振興公社「沖縄ベンチャービジネスサポート事業」に応募。2007年5月、沖縄プロレスが「2007年度沖縄ベンチャービジネスサポート事業」に採択される。沖縄プロレスの経営に専念することを決意し、2007年8月「大阪プロレス」を売却。私生活では同年12月5日に女児が誕生している。
2008年2月、大阪プロレスの取締役社長を解任される。同年5月に沖縄プロレス株式会社を設立し、7月に旗揚げ興行を開催。
2008年9月を最後に、大阪プロレスの興行には参戦していない（沖縄所属選手の参戦も2008年10月が最後、ただし、大阪プロレス所属選手の自主興行には参戦する場合もある）。みちのくプロレス15周年ノスタルジックツアーシリーズ参戦。

### 再び大阪へ
2012年、事業契約満了に伴い、沖縄プロレスの拠点であるデルフィンアリーナ国際通りを8月25日をもって閉鎖。団体の拠点を本土へ移して、出身地である大阪府和泉市の市議会選挙への出馬を発表。9月9日投開票の市議選（定数24）で3,552票（2位）を獲得し、初当選を果たす。「覆面をかぶっている方が注目され市の知名度が上がる」と議場でも覆面を着用する意向を示し、議会でも着用が認められた。

### 海鮮プロレスを旗揚げ
2015年7月22日、記者会見を行って大阪府堺市を拠点とするプロレス団体「海鮮プロレス」を設立することを発表8月1日と2日、堺中央卸売市場ふれあい広場特設リングで旗揚げ試合を開催。
2016年9月11日の和泉市議選では2,661票（8位）を獲得して再選。
2020年9月11日朝、和泉市議選3選に向けてJR和泉府中駅前で立候補活動をしていた際に偶然、逃走する盗撮犯と遭遇。私人逮捕を行い警察へ引き渡した。
9月13日の和泉市議選で2,633票（10位）を獲得して3選。
2024年9月の和泉市議選では2,200票（13位）の得票で4選を果たす。

### Youtube専門団体を旗揚げ
2021年4月からYouTube専門のプロレス団体を設立することを同年2月17日に発表。同年9月には団体名称を「2・5次元女子プロレス（仮称）」とすること（後に「2point5女子プロレス」に改称）、当面は女子プロレス団体として運営することを明らかにしたほか、新人選手のオーディションを開き、ななみにこ/ぽっぽ（ドキドキ☆純情ガールズ）ら9名の合格を発表。さらに運営スタッフとして渡辺裕薫（シンデレラエキスプレス）を迎え入れている。旗揚げは当初2022年4月を予定していたが、結局半年以上遅れた2022年11月6日に大阪沖縄会館にて旗揚げ戦を行うことになった。

## 得意技
ルチャリブレをベースに、過去にはルードらしく凶器・急所攻撃、マスク剥ぎなどのラフ殺法も交えていたが、ベビーフェイスの扱いを受けることが多くなってからは殆ど見せなくなった。一貫してマイクパフォーマンスの達者ぶりや女好き、商売上手、コミカルな一面を持つキャラクターは変わっていない。またデルフィンは技に関してはアイデアマンであり、多くのオリジナル技を考案している。タッグマッチでのコミカルな定番ムーブの発案も多い。
スイングDDT
デルフィンが自ら考案した技で、この技の元祖と言われているが実際に開発したのは外道と言われている。コーナーポストに腰掛け、近寄ってきた相手に張り手、もしくはナックルを見舞い指を回して観客にアピールしてから仕掛けるのがデルフィン流。
後に走り込んで飛びつき仕掛けるバリエーションも使用し、通常のDDTも使用している。
デルフィン・クラッチ
こちらもデルフィンが自ら考案した技で、スイング式DDTから両手を広げて「終わりぃぃぃぃ」と叫びながら見得を切り、この技に繋ぐ連携がフィニッシュ・パターンの一つ。
後に抗争相手から挑発の意味合いで、サルディーニャ・クラッチ、オコゼ・クラッチとしてコピーされている。
大阪臨海アッパー
走り込んでのアッパー掌底。
肉体改造復帰後のデルフィンの新フィニッシュ・ホールドとして開発された。後に繋ぎ技、チェンジ・オブ・ペースとしても使用。
開発後はスイング式DDT→大阪臨海アッパー（→デルフィン・クラッチ）、もしくは大阪臨海アッパー→デルフィン・クラッチ、この技単体等、フィニッシュ・パターンのバリエーションが増えている。
大阪御堂筋スタナー
大阪プロレス旗揚げに合わせて開発された技。発表当初は大阪通天閣スタナーの技名であったが、後に改名された。
通常のスタナーも使用する。
Dスタナー（デルフィンスタナー）
フェイスバスター気味に仕掛けるインプラントDDT。
旋回を加えることもある。
デルフィン・スペシャル0号
抱え式バックドロップの体勢で持ち上げた相手をトップロープに打ち付けジャーマン・スープレックスの体勢に持ち替えて投げる、ロープの反動を利用した2段式ジャーマン・スープレックス・ホールド。
モンキー・マジック・ワキタ時代にモンキースペシャル2号の名称で使用された。
デルフィン・スペシャル1号
ローリング・ジャーマン・スープレックス後、さらに後方回転しブリッジは決めずにエビ固めの体勢で固める。最終的な形はマヤ式ジャーマン・スープレックスと似た形を取り、大阪プロレス旗揚げ前後からジャーマン・スープレックスも一発しか打たない形が増えた。
モンキー・マジック・ワキタ時代にモンキースペシャル1号の名称で使用。デルフィン・スペシャルシリーズでは、最も使用頻度が高い。
デルフィン・スペシャル2号
0号と同じ。2号を0号とした現在では3号を2号の扱いとしている。
デルフィン・スペシャル3号
ローリング・ジャーマン・スープレックスの2発目をタイガー・スープレックス・ホールドで投げる。
タイガー・スープレックス・ホールド
みちのくプロレス時代から使用している。
バックドロップ・ホールド
デルフィンのみちのくプロレス時代の得意技で、近年では滅多に見せないが隠れたフィニッシュ・ホールドである。
デルフィン・ラナ1号
ミステリオ・ラナと同型。デルフィンが使うとこの名称となる。
デルフィン・ラナ2号
1号と違い相手頭部を軸に360度回転しつつ、相手の両脇に足を引っかけ一旦停止し、その後右下に捻りを加えて前方に回転しつつ固める変形の前方回転エビ固め。
みちのくプロレス時代に使用していたが、近年ではほとんど使用される事無く1号を単純にデルフィン・ラナと呼ぶ事が多い。
カバージョ2000（フェイスロック式カバージョ）
腰をおろさず、中腰の状態で相手の鼻骨辺りを手首の骨で圧迫する変形のキャメルクラッチ。
大阪プロレス時代に一時期フィニッシュ・ホールドとして使用していた。
カバージョ2001
スリーパーホールドに捉える変形キャメルクラッチ。
カバージョ2003
対戦相手二人をまとめて同時に捉えるキャメルクラッチ。
ドロップキック
打点の高さ、フォームの美しさから名手の一人に数えられる。
人工衛星ヘッドシザース
日本ではみちのくプロレス時代から屈指の使い手。
デルフィン・バックブリーカー
抱えあげた相手を肩口に乗せたままその場で複数回旋回してから仕掛ける変形ケブラドーラ・コン・ヒーロ。
ダイビング・エルボー・ドロップ
みちプロ時代の得意技。ランディ・サベージと同様、アピール後に仕掛けてそのままフォールに入る。
プランチャ・スイシーダ
派手な飛び技を殆ど使用しないデルフィンの唯一と言って過言ではない場外への飛び技。
デルフィンの場合は、コーナーポストから鉄柱は超えずに仕掛けることが多い。
高速ブレーンバスター
ラリアット
大阪臨海アッパー開発後も併用している。
片膝を突くように決めることが多い。
ショルダー・アームブリーカー
みちのくプロレスでのデルフィン軍団時代の定番技。
エプロンで観客側を向いて立ち、パートナーが連れてくる対戦相手の腕を次々に攻めるもリング内を見ていないため、最後にパートナーの愚乱・浪花の腕を気づかずに攻めてしまい、仲間割れの危機となるもキスをして和解するまでが定番のムーブ。
飛ぶふり
場外にいる相手に飛び技を仕掛けると見せかけて寸前で両手を広げて一旦停止し、半身を捻って一本指を差し上げ観客に見得を切る定番ムーブ。
抱きつき
技ではないが、客席がいる場外に投げ飛ばされた際に女性客に紛れて抱きつくのが定番のムーブとなっている。

## タイトル歴
CMLL
- CMLL世界ウェルター級王座
- NWA世界ウェルター級王座

UWA
- UWA世界ウェルター級王座

大阪プロレス
- 大阪プロレス王座
- 大阪タッグ王座
- 天王山優勝
- 大阪タッグフェスティバル優勝

みちのくプロレス
- 東北ジュニアヘビー級王座
- スーパーウェルター級王座
- みちのくふたり旅優勝

闘龍門
- NWAインターナショナル・ジュニアヘビー級王座

PWI Top 500 Wrestlers
- 1994年 : 256位
- 1995年 : 194位
- 1997年 : 180位
- 1998年 : 68位
- 1999年 : 87位
- 2000年 : 88位
- 2001年 : 75位
- 2002年 : 126位
- 2003年 : 121位
- 2004年 : 157位
- 2005年 : 152位
- 2006年 : 250位

## 人物

### 趣味
プロレスラーにはジャンルを問わず趣味人が少なくないが、その中でも特に幅広い趣味を持つ人物として知られる。
- プロ野球チームのユニフォーム収集が趣味。かつてプロ野球のパリーグに在籍していた大阪近鉄バファローズのファンであった。元大阪近鉄バファローズの外野手・内匠政博は、リトルリーグ時代のチームメイトである。他にも、Jリーグのセレッソ大阪ファンである。
- 趣味のひとつとしてヒーローものを中心としたフィギュア収集があり、プロレス界で同様の趣味を持つ獣神サンダー・ライガーをライバル視している。

### その他
・泳ぎが不得意。モンキー・マジック・ワキタを名乗っていた頃、『ビートたけしのお笑いウルトラクイズ』に出演した際に海に転落。全く泳ぐことができず、その様子を見た司会者から「モンキー・マジックさんは泳げないので早く助けてあげてください」と声が上がるほどだった。
・タカラトミーのTCG「デュエル・マスターズ」において、おそらく彼を参照にしたであろう「スペル・デル・フィン」というカードが存在する。

## 著書
- 『きっとデルフィンが好きになる』（1995年9月、ベースボールマガジン社）ISBN 978-4583032320
- 『めんそーれ!観光プロレス、はじめました。―新しく生み出す経営力』（2010年2月1日、アスカ文化出版）ISBN 978-4434141638

## 映画出演
- 傷だらけの天使（1997年） - 本人役[15]
- 大阪プロレス飯店（2004年9月） - 本人役[16]
- 兜王ビートル（2005年） - 本人役
- おっさんのケーフェイ（2019年2月16日） ‐ 本人役[17]

## ドラマ出演
- コワイ童話「不思議の国のアリス」（1999年6月-7月、TBS]） - 柴田 役